# Reynald Lemaître
Reynald Lemaître (Chambray-lès-Tours, 28 giugno 1983) è un ex calciatore francese, di ruolo difensore.

## Caratteristiche tecniche
È un terzino sinistro.